# Mazin
Mazin falu Horvátországban Zára megyében. Közigazgatásilag Gračachoz tartozik.

## Fekvése
Zárától légvonalban 69, közúton 86 km-re, községközpontjától légvonalban 19, közúton 22 km-re északkeletre, Lika déli részén fekszik. A község legészakibb települése.

## Története
Területe már a történelem előtti időkben is lakott volt, ezt igazolják a határában található ókori eredetű romok és régészeti lelőhelyek. Mazin középkori vára a kutatások szerint a Čememica-hegy nyugati lejtőjén, a "Gradina" nevű helyen állt. A várról középkori forrás nem található, de a feltételezések szerint a 15. században épülhetett. Felszíni nyoma nem maradt. A falu a török korban pravoszláv lakossággal telepített likai falvak közé tartozik. Templomát 1775-ben építették. A településnek 1857-ben 1565, 1910-ben 1866 lakosa volt. Az első világháború után előbb a Szerb-Horvát-Szlovén Királyság, majd Jugoszlávia része lett. 1991-ben már a falu csaknem teljes lakossága szerb nemzetiségű volt. Lakói még ez évben csatlakoztak a Krajinai Szerb Köztársasághoz. A horvát hadsereg 1995 augusztusában a Vihar hadművelet során foglalta vissza a települést. Szerb lakói elmenekültek. A településnek 2011-ben 47 lakosa volt.

## Lakosság
| Lakosság változása | Lakosság változása | Lakosság változása | Lakosság változása | Lakosság változása | Lakosság változása | Lakosság változása | Lakosság változása | Lakosság változása | Lakosság változása | Lakosság változása | Lakosság változása | Lakosság változása | Lakosság változása | Lakosság változása | Lakosság változása |
| ------------------ | ------------------ | ------------------ | ------------------ | ------------------ | ------------------ | ------------------ | ------------------ | ------------------ | ------------------ | ------------------ | ------------------ | ------------------ | ------------------ | ------------------ | ------------------ |
| 1857               | 1869               | 1880               | 1890               | 1900               | 1910               | 1921               | 1931               | 1948               | 1953               | 1961               | 1971               | 1981               | 1991               | 2001               | 2011               |
| 1.565              | 1.981              | 1.784              | 1.816              | 1.895              | 1.866              | 1.890              | 1.687              | 1.089              | 1.037              | 1.067              | 829                | 540                | 362                | 55                 | 47                 |

## Nevezetességei
- A Kisboldogasszony tiszteletére szentelt szerb pravoszláv temploma[5] 1775-ben épült. 1872-ben bővítették, amikor egy narthexszel és a homlokzat feletti harangtornyal bővült. Erről tanúskodik a nyugati főhomlokzaton az ajtó feletti kőlap felirata. Egyhajós hosszúkás épület, nyugaton bejárati portállal és harangtoronnyal, keleten pedig széles, sokszögletű apszissal. A második világháború idején súlyosan megrongálódott, újjáépítése 1991-ben kezdődött.  A templom körül egy régi temető található, megőrzött díszes kőkeresztekkel.
- Karlović dvori középkori várának és templomának romjai, történelem előtti várrom.
- Vojnović dragai ókori várrom.
- Ókori temető a Tavanak nevű helyen.
- Templom és temető a Mandžarev-hegy alatt.
- Obljajac-hegy ókori és középkori várromok.
- Lubardenik középkori régészeti lelőhely.
- Mazin több településrészén (Vojnovići, Skadar, Bajići, Kovačevići, Tulići, Mandići) a népi építészet jellegzetes példái láthatók.